# Оненайм
Оненайм (фр. Ohnenheim) — коммуна на северо-востоке Франции в регионе Гранд-Эст (бывший Эльзас — Шампань — Арденны — Лотарингия), департамент Нижний Рейн, округ Селеста-Эрстен, кантон Селеста. До марта 2015 года коммуна административно входила в состав упразднённого кантона Маркольсайм (округ Селеста-Эрстен).
Площадь коммуны — 12,12 км², население — 825 человек (2006) с тенденцией к росту: 958 человек (2013), плотность населения — 79,0 чел/км².

## Население
Население коммуны в 2011 году составляло 907 человек, в 2012 году — 933 человека, а в 2013-м — 958 человек.
| 1962 | 1968 | 1975 | 1982 | 1990 | 1999 | 2006 | 2008 | 2011 | 2012 | 2013 |
| ---- | ---- | ---- | ---- | ---- | ---- | ---- | ---- | ---- | ---- | ---- |
| 703  | 685  | 632  | 587  | 629  | 721  | 825  | 855  | 907  | 933  | 958  |

Динамика населения:

## Экономика
В 2010 году из 587 человек трудоспособного возраста (от 15 до 64 лет) 461 были экономически активными, 126 — неактивными (показатель активности 78,5 %, в 1999 году — 76,2 %). Из 461 активных трудоспособных жителей работали 435 человек (237 мужчин и 198 женщин), 26 числились безработными (12 мужчин и 14 женщин). Среди 126 трудоспособных неактивных граждан 43 были учениками либо студентами, 46 — пенсионерами, а ещё 37 — были неактивны в силу других причин.

## Достопримечательности (фотогалерея)

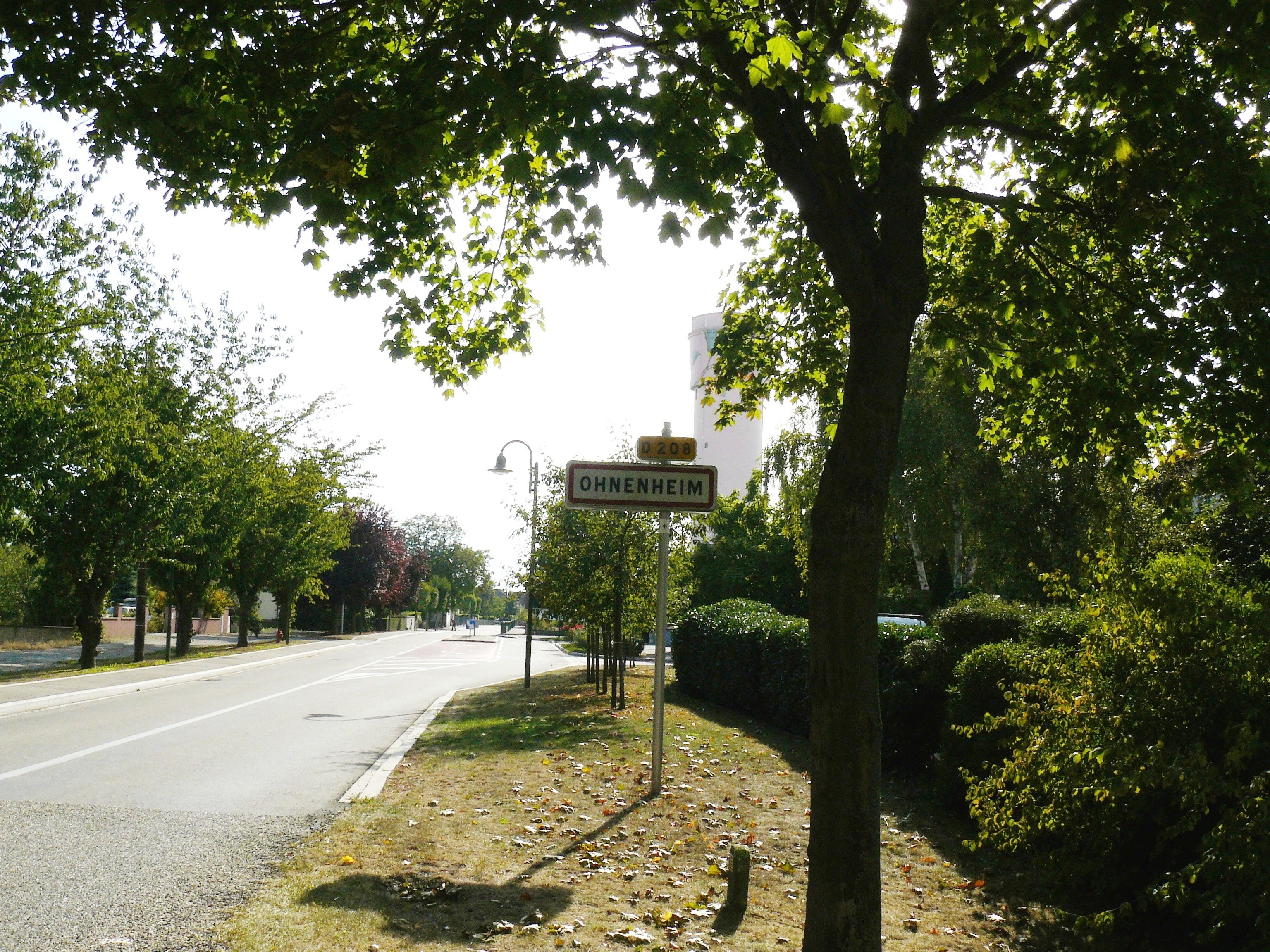
На въезде
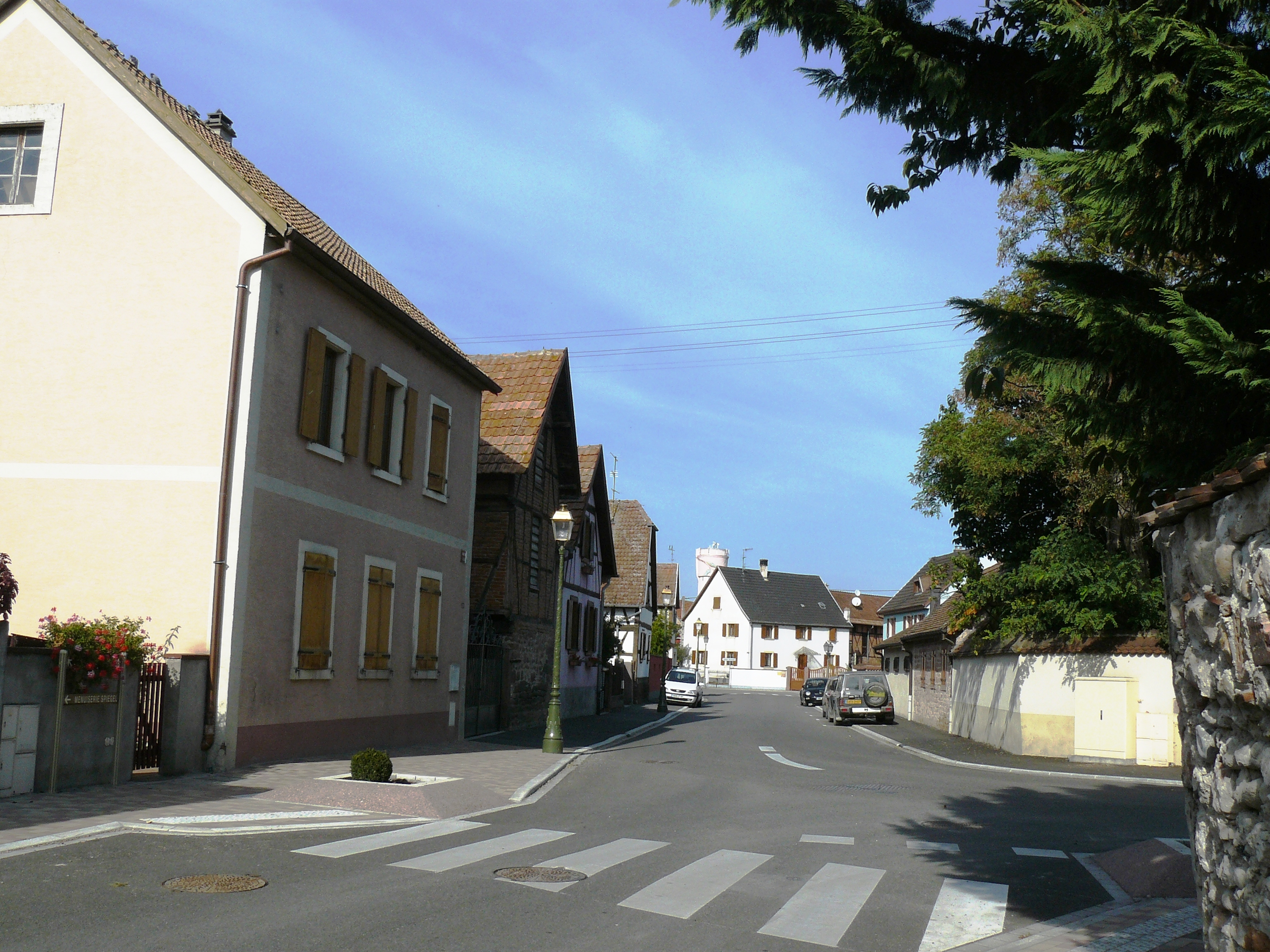
Главная улица
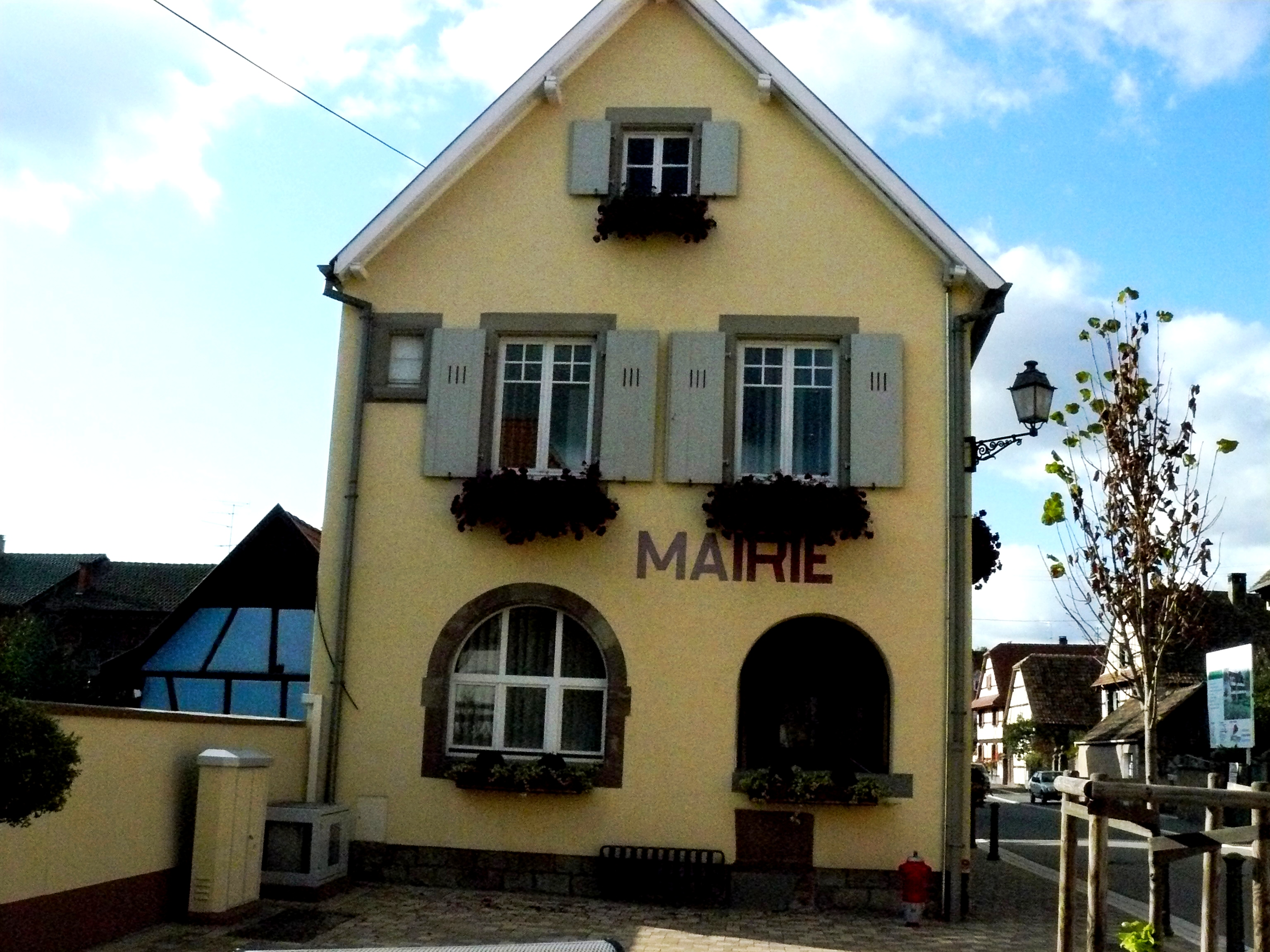
Здание мэрии
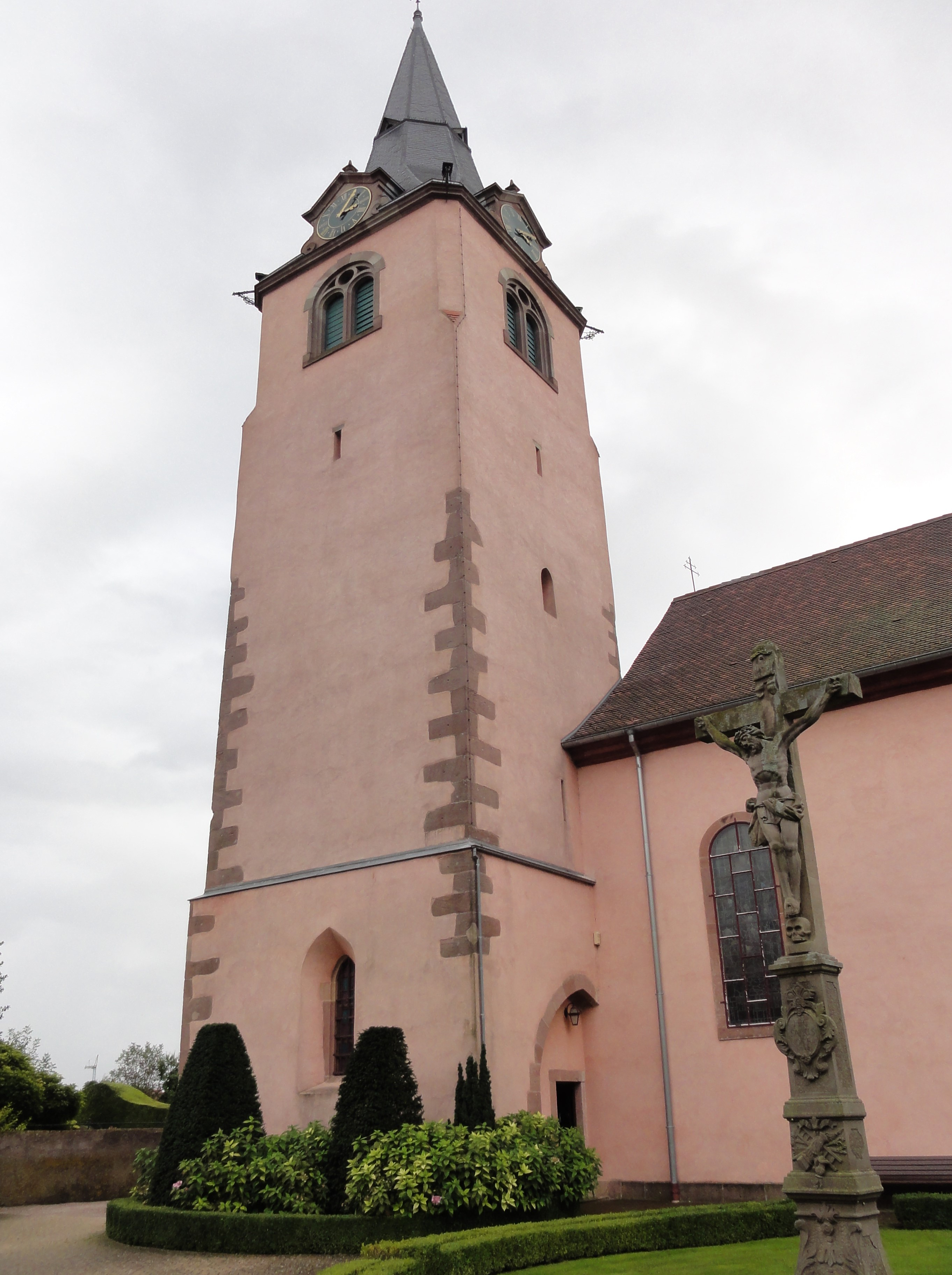
Католическая церковь Сен-Грегуар
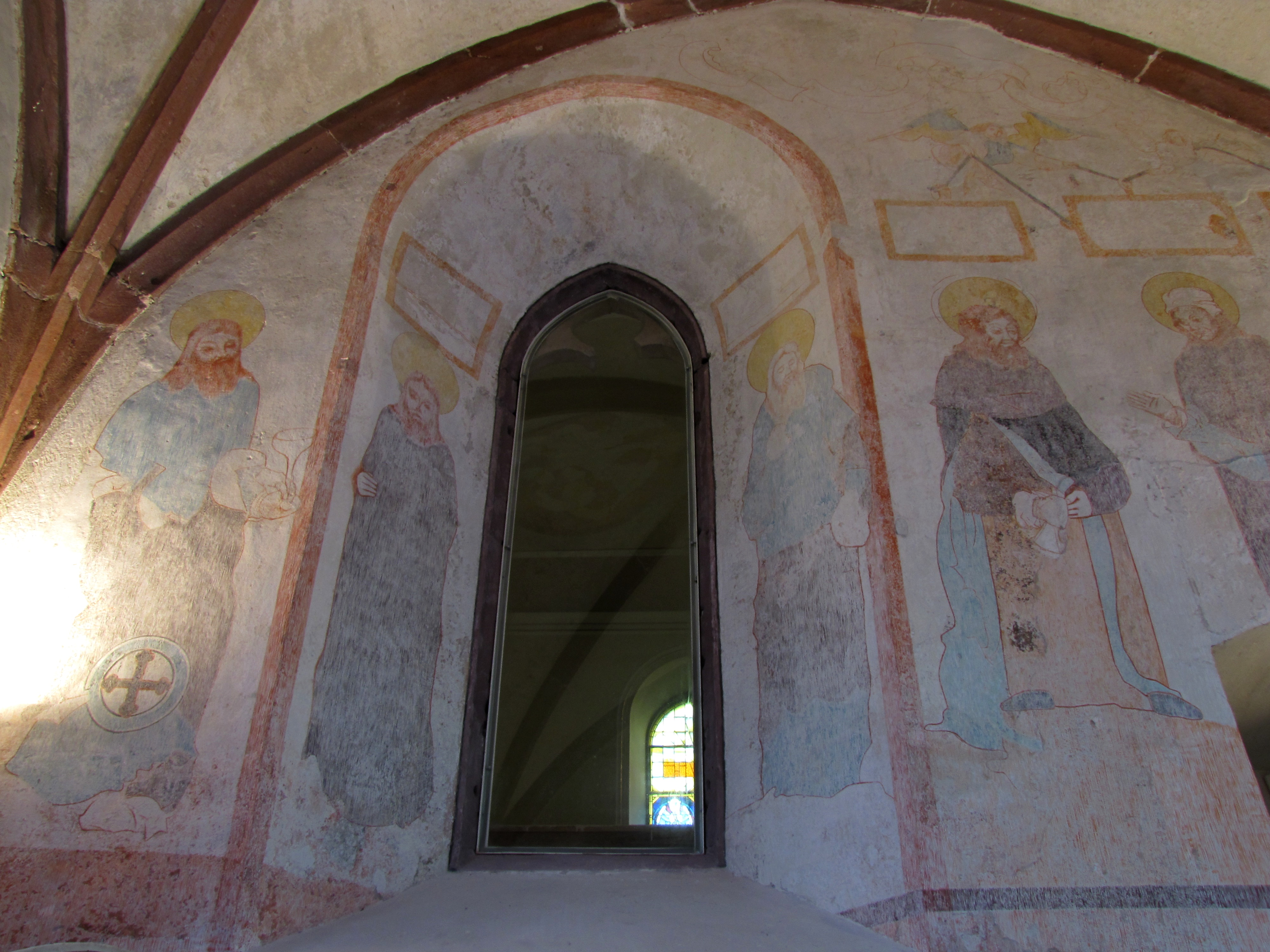
Фрески
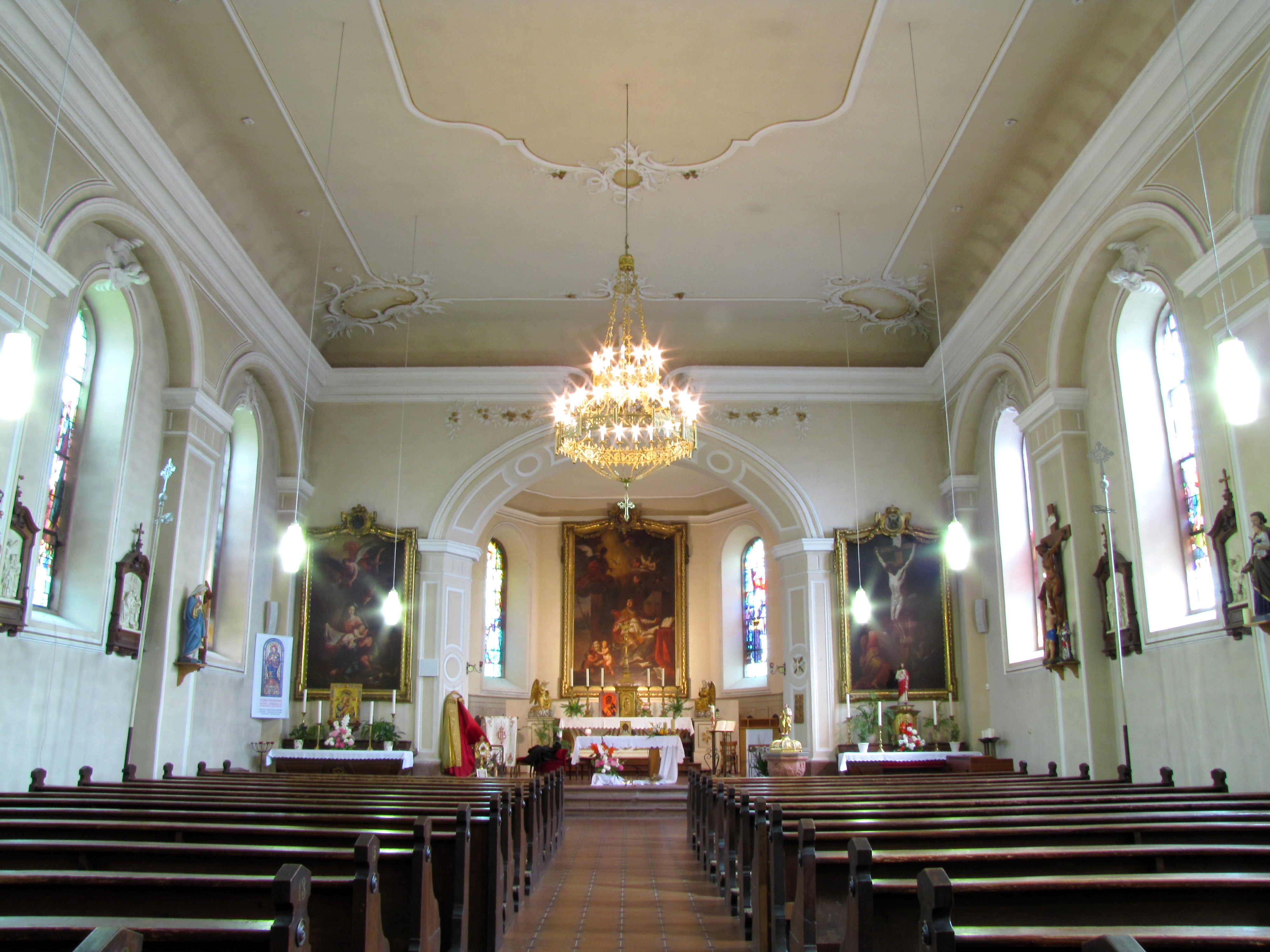
Интерьер
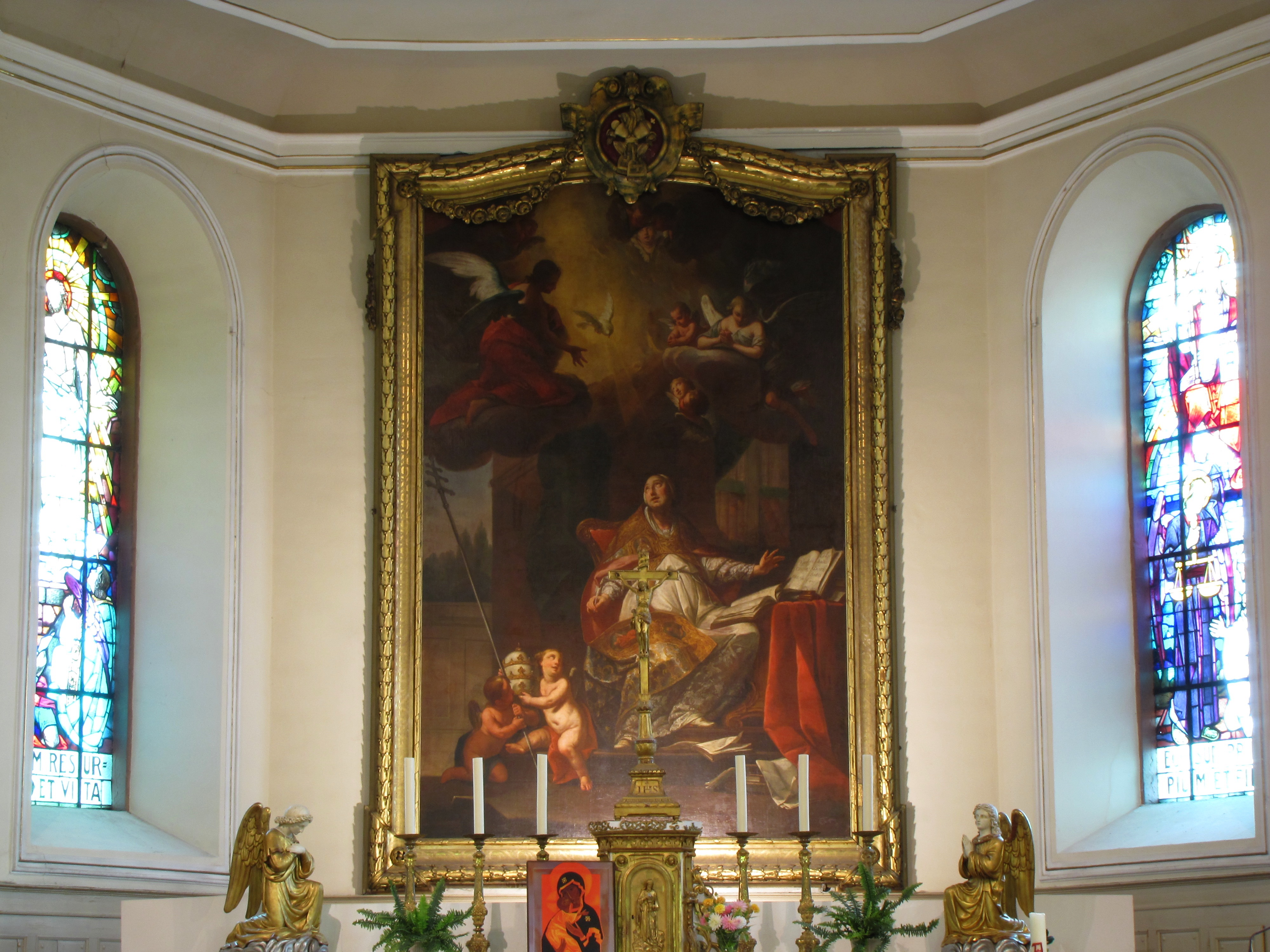
Главный алтарь
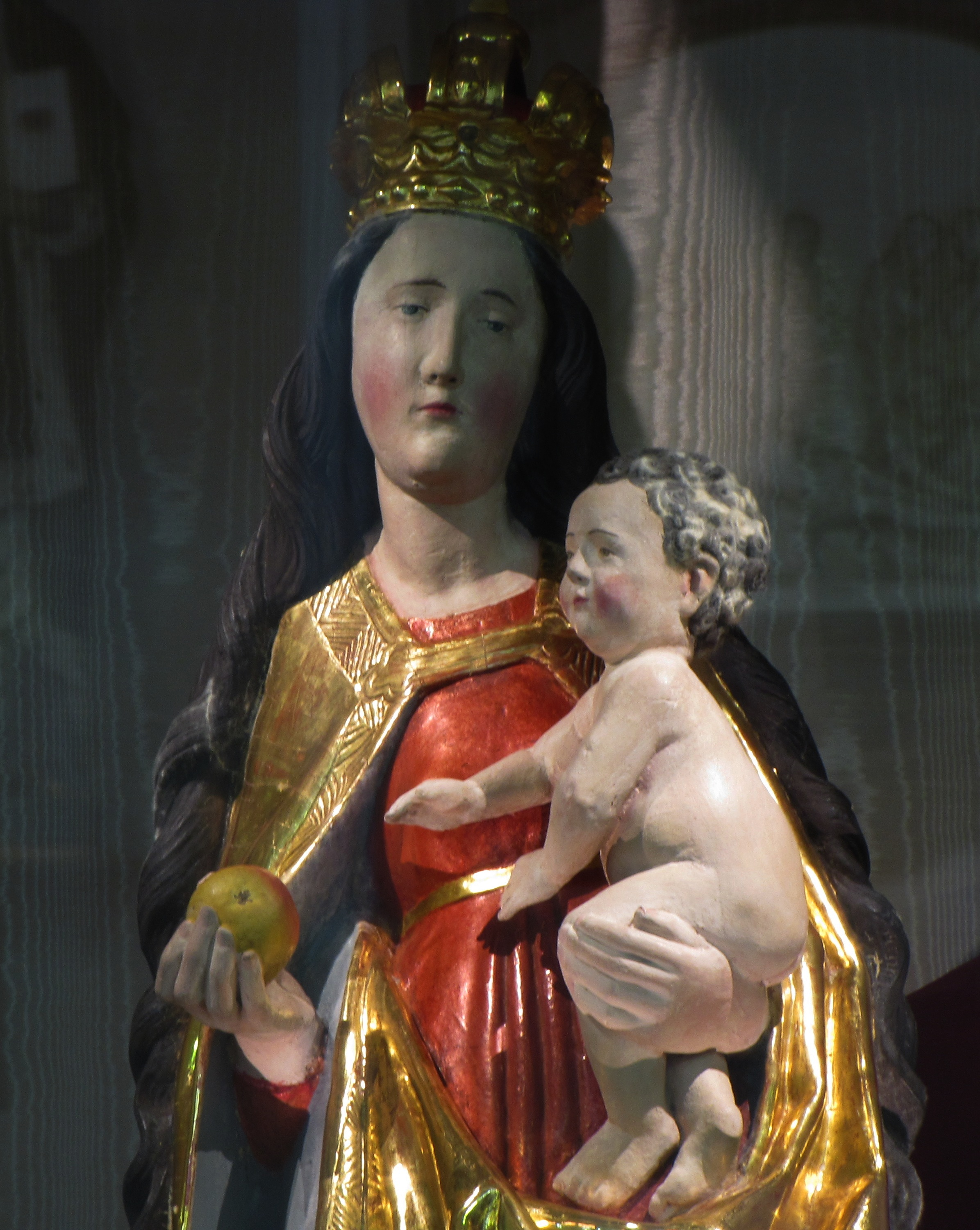
Мадонна с младенцем
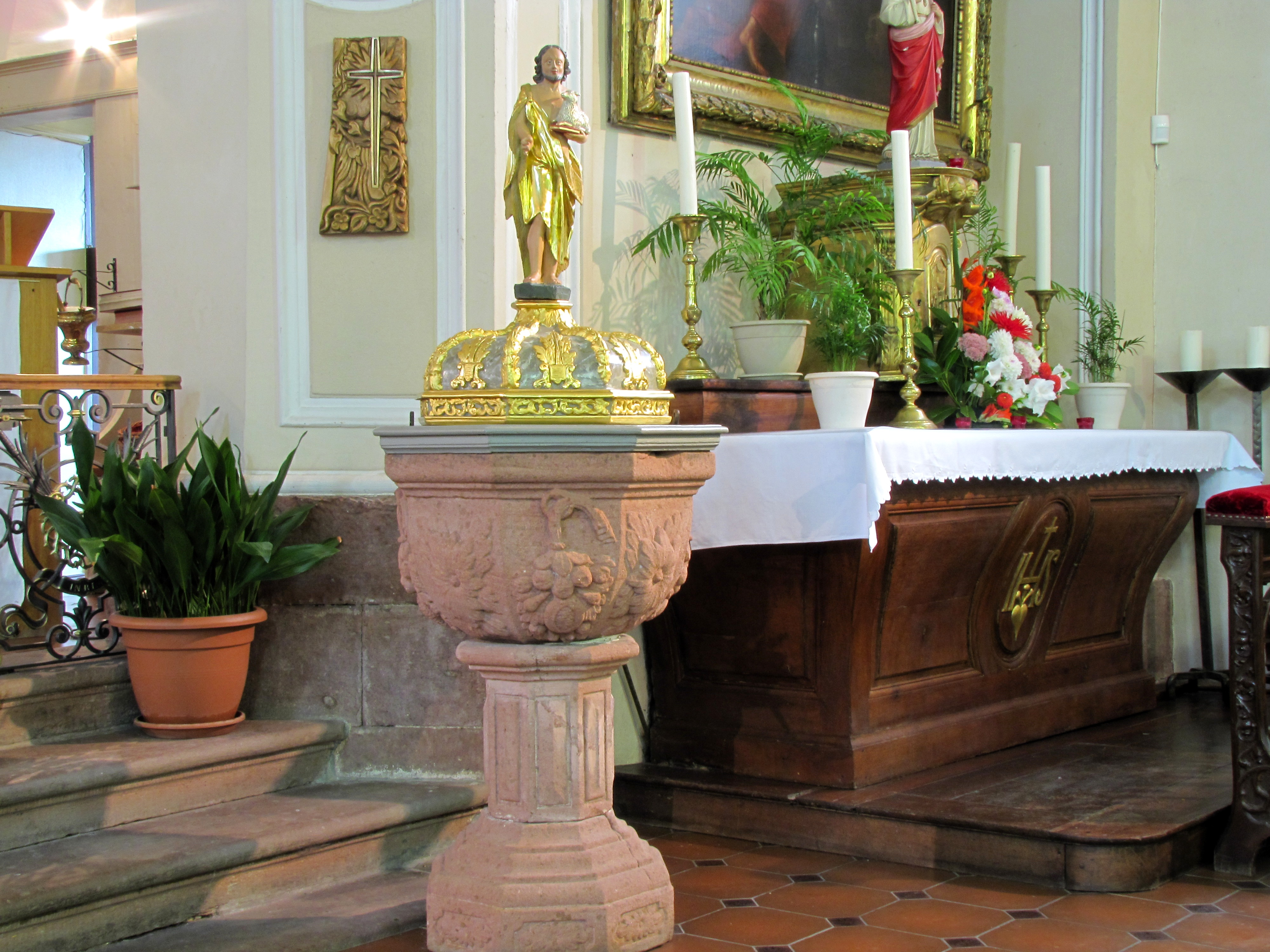
Купель
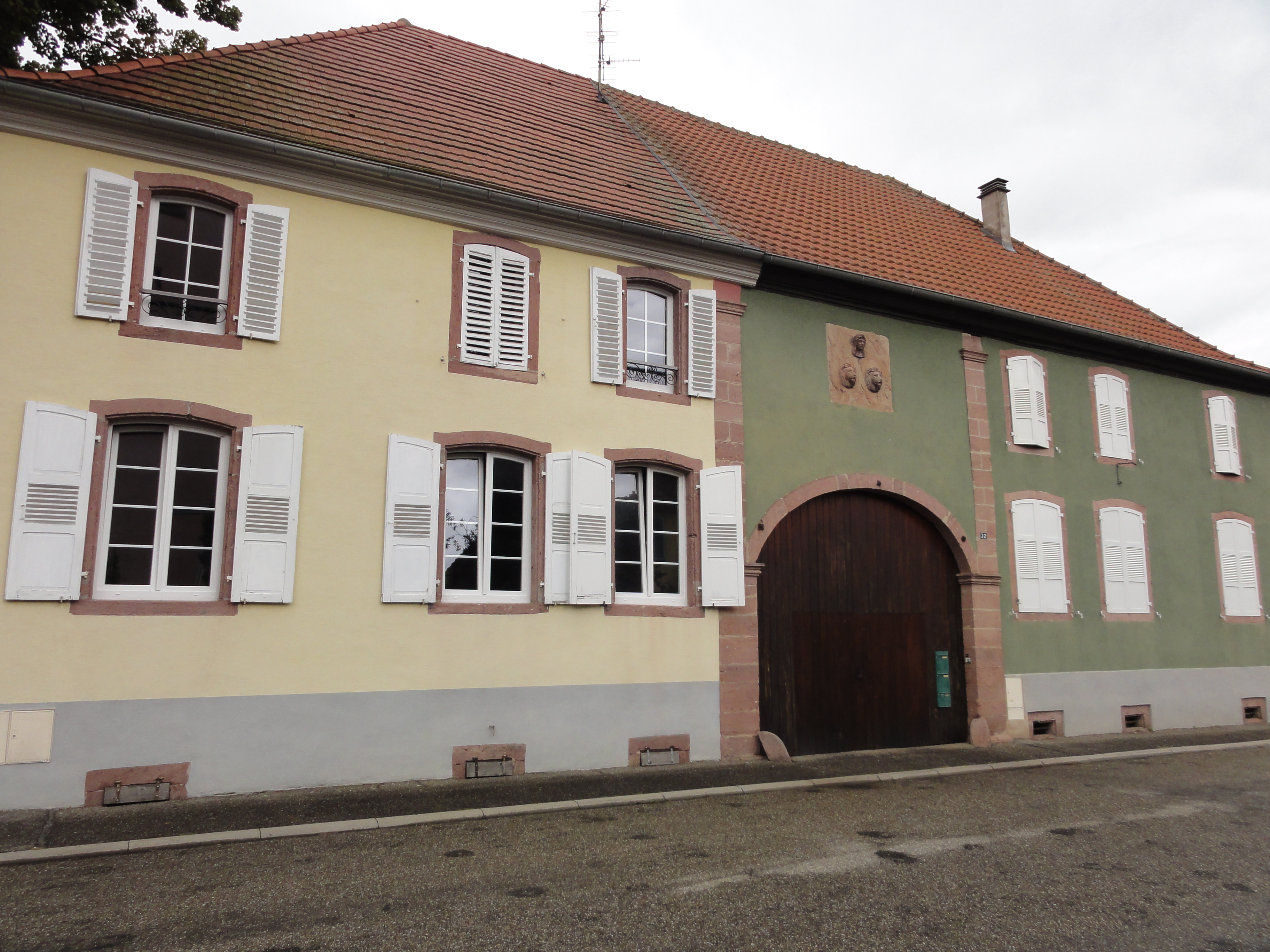
Здание фермы
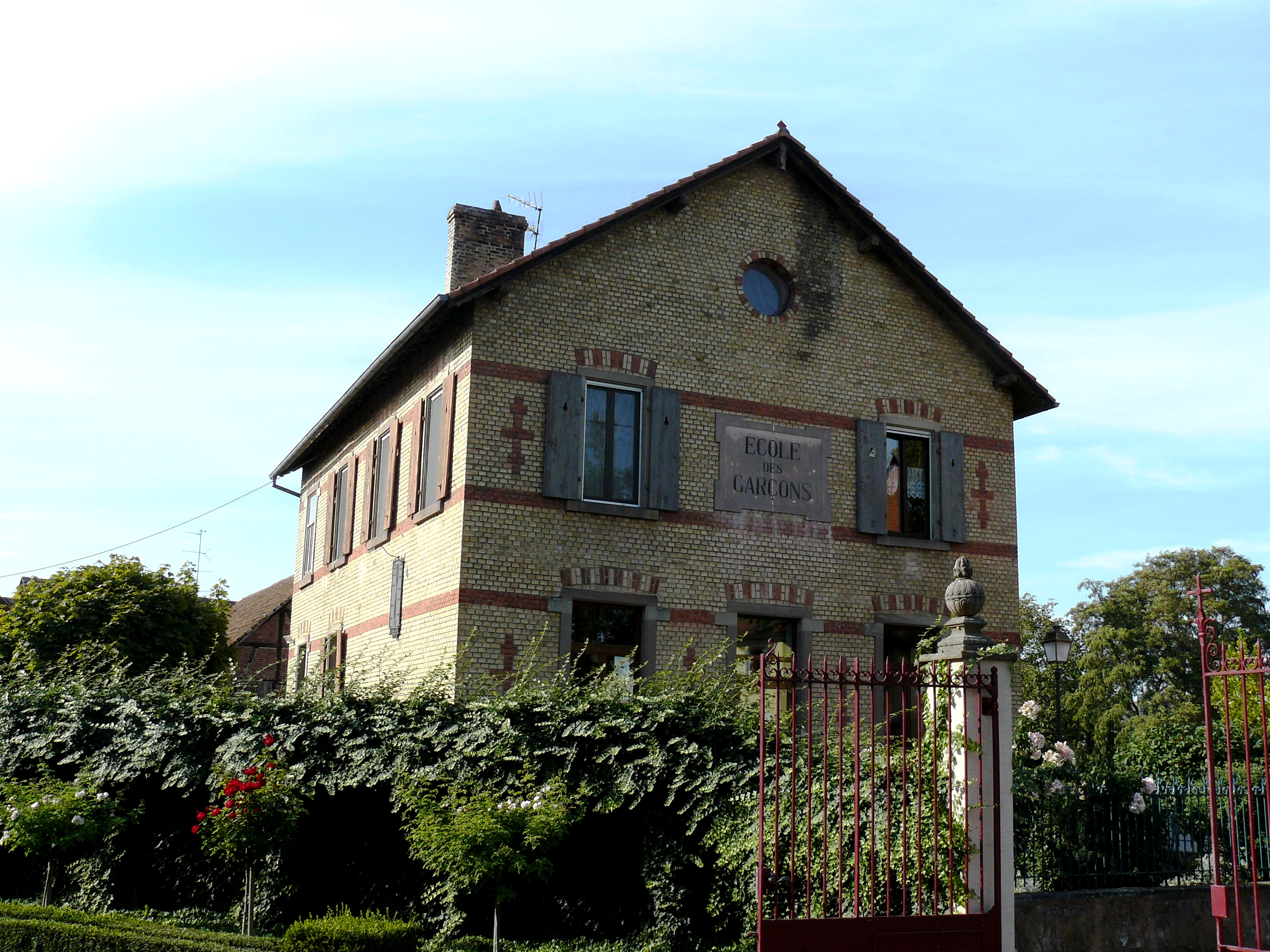
Школа для мальчиков
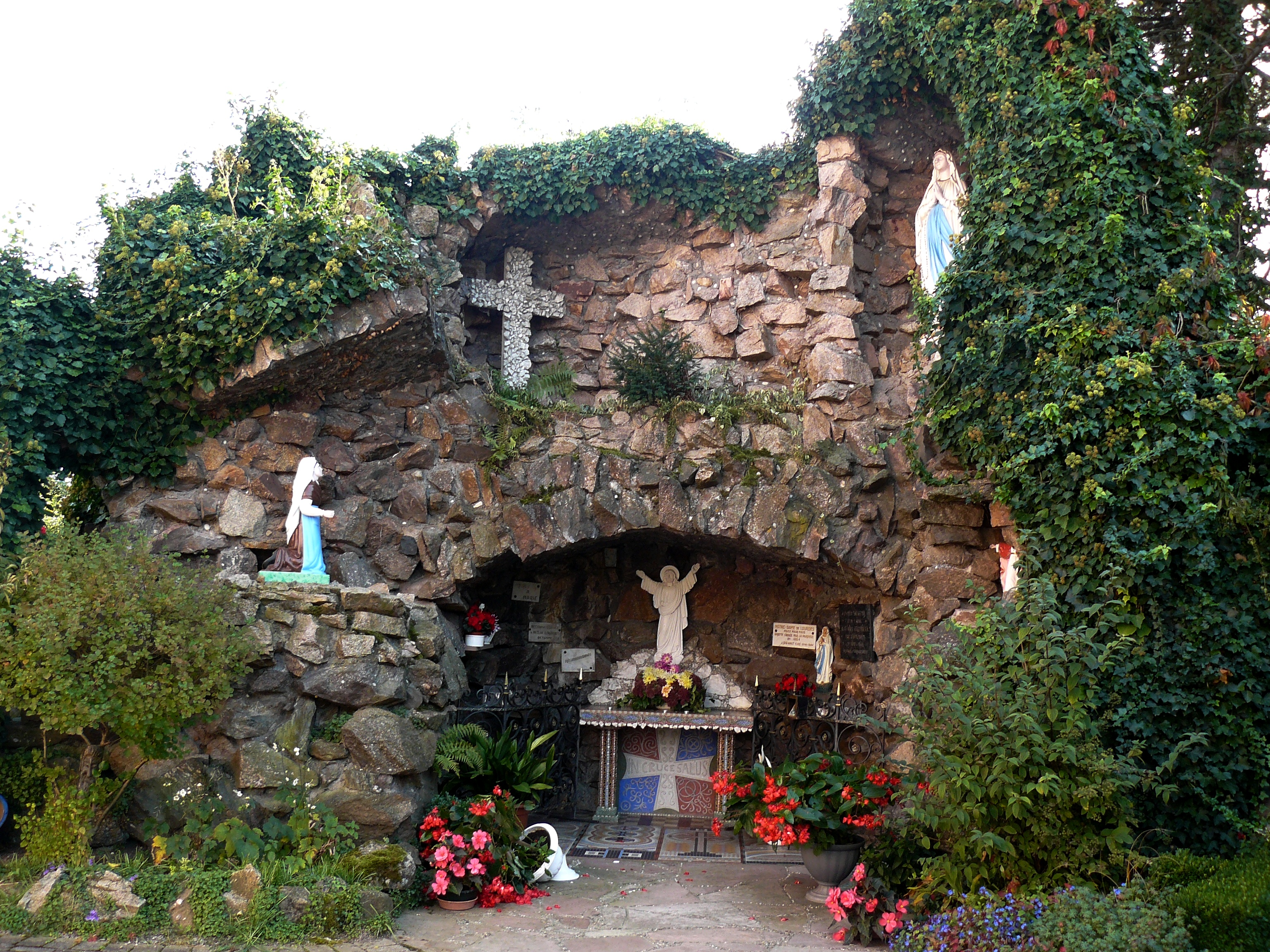
Грот